# Gradišče pri Vipavi
Gradišče pri Vipavi este o localitate din comuna Vipava, Slovenia, cu o populație de 239 de locuitori.